# Geschichte der Stadt Mülheim an der Ruhr
Dieser Artikel bietet eine chronologische Übersicht zur Geschichte der Stadt Mülheim an der Ruhr und ihrer eingemeindeten Stadtteile.
Die Geschichte der Stadt ist zwar eng verbunden mit der Herrschaft und dem Schloss Broich, das um 883 als Wehranlage an der Ruhrfurt errichtet wurde, die nachweisbare Geschichte einzelner Mülheimer Ortsteile beginnt jedoch früher, und erst im Jahre 1093 wurde Mulinhem als Gerichtsstätte in einer urkundlichen Erwähnung des Stadtnamens genannt.

## 801–1200
0811
- Menden findet als menithinna Eingang auf einer Schenkungsliste des Werdener Klosters, wo vermerkt ist, dass Abt Hildegrim hier mit sechs Morgen Land beschenkt wurde. Damit ist dies vermutlich die erste verlässlich datierbare Erwähnung eines späteren Mülheimer Stadtteils.

0883
- Vermutlich im Winter der Jahre 883/884 lässt der fränkische Graf Heinrich auf der linken Ruhrseite eine Sperrburg zum Schutz des Hellwegs und als Flusssperre gegen die Wikinger errichten. Aus der spätkarolingischen Wehranlage entwickelte sich das spätere Schloss Broich.

0923
- In seinen Annalen berichtet Flodoard von Reims von einem Treffen zwischen König Heinrich I. von Ostfranken und König Robert I. von Westfranken am Unterlauf des fluvium Ruram[1], höchstwahrscheinlich geschah dies auf der befestigten Anlage in Broich.[2]

1033
- In einer Urkunde vergibt Kaiser Konrad II. dem Kloster Werden das Recht, die Ruhr von der Mündung bei Ruhrort bis zum Kloster Werden zu beschiffen.

1052
- Der heutige Stadtteil Speldorf wird erstmals urkundlich als Speldorpe in einer Werdener Schenkungsurkunde erwähnt.

1067
- König Heinrich IV. schenkt seinen Teil des Königshofs Styrum dem Stift Kaiserswerth.

1093
- Mit der ältesten Urkunde, die den späteren Stadtnamen Mulenheim benutzt, wird eine Schenkung an das Kloster Werden vollzogen. Als Zeugen des Gaugerichts des Ruhrgaues werden ebenfalls die Edelherren von Broich und Dümpten das erste Mal namentlich erwähnt. In jüngeren Urkunden wird der Name zu Molenheim und Molnheim abgewandelt.

1098
- Kaiser Heinrich IV. erklärt den Sattelhof in Raadt, heute Ortsteil von Menden-Holthausen, für vogtsfrei.

1190
- Der Kölner Erzbischof Philipp I. von Heinsberg erwirbt Burg Broich als Offenhaus von den Herren Dietrich und Everwin. Damit ist Schloss Broich erstmals urkundlich erwähnt.

Um 1200
- Die Eigenkirche St. Petrus wird wahrscheinlich als erster steinerner Sakralbau auf dem Kirchenhügel errichtet.
- In Saarn wird nach heutigen archäologischen Befunden das spätere Zisterzienserinnenkloster Saarn erbaut.

1200
- Graf Arnold von Altena-Isenburg wird als Herr vom Alten- und Murenhof auf dem Kirchenhügel und von Haus Styrum genannt. Er weist diese seiner Frau Mechthild von Holland zu Styrum, einer Tochter Florens' von Holland, als Witwengüter an.

## 1201–1400
1214
- Am 3. Juli wird die Klosterkirche des Nonnenklosters Aula sanctae Mariae in Saarn geweiht.

1216
- In einem Dokument vom 10. Mai erklärt Äbtissin Wolberna, dass ihr Kloster bereits 1214 in den Zisterzienserorden aufgenommen und als Filiation der Abtei Kamp unterstellt wurde.

1220
- Am Fronhof Diepenbeck ist die älteste Wassermühle auf dem heutigen Stadtgebiet nachweisbar.[3] Die Deutung des Namens Mülheim als „Heim der Mühlen“ weist darauf hin, dass die Bewohner im Mittelalter ihrer Siedlung als besonderes Charakteristikum der Existenz von Mühlen zuwiesen. Ob dies wegen der Vielzahl oder der herausragenden Bedeutung einer einzelnen Mühle erfolgte, ist leider nicht mehr feststellbar.

1223
- Das Kloster Saarn wird durch Bestätigungsschreiben des Papstes Honorius III. anerkannt und mit besonderen Privilegien ausgestattet.

1225
- Ein Bauer soll beim Pflügen in Eppinghofen die erste Kohle gefunden haben, was aber wegen des hohen Baumbestands als Brennmaterial zu der Zeit nicht von Bedeutung war.
- Bedingt durch die Reichsacht vom 25. Dezember über Graf Friedrich von Isenberg kann sein Cousin Graf Adolf von der Mark auch die Isenbergischen Güter auf Mülheimer Gebiet an sich bringen.

1240
- Die Herren von Broich werden als Vasallen des Herzogs Heinrich IV. von Limburg mit in die Territorialkriege des Erzbischofs Konrad von Hochstaden gegen den Herzog und seinem Verbündeten Graf Wilhelm IV. von Jülich reingezogen. In der Folge wird Schloss Broich angegriffen und belagert. Schlussendlich muss der Erzbischof aber erfolglos abziehen.

1243
- Durch Tausch kann Graf Dietrich von Limburg  1 die Güter in Mülheim nach achtzehn Jahren wieder in Familienbesitz bringen, woraus sich der Stammsitz der neuen Grafenlinie Limburg-Styrum entwickelt.

1246
- Das Mülheimer Schöffengericht ist quellenmäßig erstmals belegt. Das Gericht befindet sich im gemeinsamen Besitz der Herren von Broich und der Grafen von Berg.

Um 1250
- Westlich der Kirche St. Petrus lässt Graf Dietrich von Limburg-Styrum einen Turm mit Eingangsportal anbauen.

1250
- Der Pleban Ludwig ist als erster Priester in der Kirche St. Petrus urkundlich belegt.

1252
- Graf Dietrich von Limburg-Styrum erhält vom Gegenkönig Wilhelm von Holland das Recht einen Wochenmarkt in seinen Besitzungen in Mülheim einzurichten.

1265
- Graf Adolf V. von Berg erwirbt umfangreiche Vogteirechte aus dem Besitz des Klosters Werden und baut den Einfluss der Grafen von Berg im unteren Ruhrtal erheblich aus.

1266
- Es wird erstmals die Pfarrei Mülheim genannt.

1289
- Zusammen mit seinem Sohn Eberhard errichtet Graf Dietrich von Limburg-Styrum anstelle des alten Hofgutes in Styrum ein erstes Burghaus.

1302
- Das Stift Gerresheim inkorporiert die St.-Laurentius-Kirche in Mintard.

1348
- Die verschiedenen auf Mülheimer Gebiet herrschenden Geschlechter, die Grafen von Limburg-Hohenlimburg, Graf Gerhard von Berg und die Herren zu Broich schließen ein Bündnis, das die Position der Bergischen Grafen weiter stärkt.

1372
- Die Herren von Broich sterben im Mannesstamm aus und das Erbe wird unter den beiden Töchtern geteilt. Die linksrheinischen Broicher Besitzungen gehen an den Herrn von Wevelinghoven, die rechtsrheinischen Güter und damit auch Burg und Herrschaft Broich fallen an Dietrich IV. von Limburg, woraus die Grafenlinie Limburg-Broich entsteht. Für fast 140 Jahre sind sie jetzt unmittelbarer Nachbar der Verwandtschaft in Styrum.

1397
- Der Gerichtsbezirk Mülheim mit dem Kirchspiel wurde nach der Schlacht von Kleverhamm am 3. August aus der Hand des Wilhelm, Herzog von Berg an die Grafen von Kleve und Mark verpfändet und verblieb ein halbes Jahrhundert unter klevischem Einfluss.

## 1401–1600
1408
- Erste urkundliche Erwähnung der Broicher Ruhrfähre am 24. Juni.

1442
- Die Belehnung des Grafen Wilhelm I. von Limburg-Styrum durch König Friedrich ist urkundlich nachweisbar. Bis 1806 bleibt die Herrschaft Styrum damit reichsunmittelbares Lehen.
- Herzog Adolf II. von Kleve-Mark lässt nach einem Überfall kurkölnischer Truppen den Bezirk auf dem Kirchenhügel verteidigungsfähig ausbauen und verlegt eine Besatzung dorthin.

1430
- Dietrich V. von Limburg-Broich wird von Herzog Adolf II. von Kleve-Mark als Amtmann über das Mülheimer Kirchspiel eingesetzt.

1443
- Anlässlich der Auseinandersetzung des Kölner Erzbischofs Dietrich von Moers im Machtkampf mit Herzog Adolf von Kleve, erobert der Erzbischof zusammen mit Herzog Gerhard von Jülich-Berg die Burg Broich und nehmen sie in Besitz. Da die Söldner des Kölner Erzbischofs zahlreiche Klosterhöfe in Saarn, Speldorf und Broich Plündern und Brandschatzen, erleidet das Saarner Kloster nachhaltige wirtschaftliche Schäden.

1444
- Der Gerichtsbezirk Mülheim wird vom Kölner Erzbischof für 4000 Gulden aus der Verpfändung an Kleve gelöst.

1446
- Die Grafen von Limburg-Broich erhalten – als bergisches Lehen – die Herrschaft über Burg Broich zurück. Graf Wilhelm II. von Limburg-Broich wird Amtmann des Kirchspiels Mülheim.

1459
- Graf Wilhelm II. von Limburg-Broich bekommt das Kirchspiel Mülheim schließlich als Pfand. Damit sind erstmals die auf der linken Ruhrseite gelegene Burg Broich und das auf der rechten Ruhrseite gelegene Dorf Mülheim unter gemeinsamer Herrschaft zusammengefasst.

1511
- Mit Graf Johann von Limburg-Broich stirbt der letzte männliche Vertreter dieser Grafenlinie. Schwiegersohn Wirich V. von Daun-Falkenstein wurde drei Jahre zuvor als Nachfolger belehnt. Bis 1682 üben die Grafen von Daun-Falkenstein über vier Generationen die Herrschaft über Broich und das Dorf Mülheim aus.

1539
- Schloss Styrum verliert vorerst seine Funktion als Residenz des Limburg-Styrumer Grafengeschlechts, da Graf Georg von Limburg-Styrum in die geerbten Besitzungen im Herzogtum Geldern zieht. Amtmänner übernehmen die Verwaltung der Herrschaft Styrum.

1552
- Am 28. September heiratet Graf Philipp II. von Daun-Falkenstein Herr zu Broich, resignierter Kölner Subdiakon, die ehemalige Nonne Maria Caspara von Holtey. Die Ehe wird in der Broicher Schlosskapelle vom Kettwiger Pastor Hermann Kremer nach evangelischem Ritus geschlossen.

1554
- Kurz nach dem Tod des Grafen Philipp sind die Anzeichen reformatorischer Veränderungen in Mülheim schriftlich nachweisbar.

1575
- Im Kloster Saarn kommt es zum Streit zwischen der Äbtissin und Nonnen, welche die Kommunion beider Konfessionen verlangen.

1577
- Die Saarner Nonnen richten eine Supplik an die Ritterschaft von Berg.

1578
- Graf Wirich VI. von Daun-Falkenstein Herr zu Broich heiratet die resignierte Äbtissin des Reichsstift Essen, Elisabeth von Manderscheid-Blankenheim. Dies gilt wieder, gemeinsam mit Weisungen zur Änderung des Gottesdienstes, als starke reformatorische Bestrebung.

1579
- Mit Hilfe des Abtes von Kamp vertreibt die Saarner Äbtissin die seit 1575 aufständischen Nonnen aus dem Kloster Saarn.

1583
- Durch einen Erlass der herzoglichen Regierung in Düsseldorf vom 31. Oktober soll der Gregorianische Kalender eingeführt werden. Auf den 2. November folgt in diesem Jahr nun der 13. November in den Herzogtümer Jülich, Kleve und Berg und somit auch in Mülheim.

1585
- In Heißen ist eine aus fünf Personen bestehende Gewerkschaft nachweisbar, die einen Stollen zum Kohleabbau betreibt.
- Ab jetzt kommt es infolge der Truchsessischen Wirren und des Achtzigjährigen Kriegs, wiederholt zu spanischen und staatischen Durchmärschen und Einquartierungen. Mülheim und Umgebung haben daran schwer zu leiden.

1586
- Der flämische Feldherr in spanischen Diensten Claude de Berlaymont quartiert im März im Dorf Mülheim. Wegen Brandschatzung werden die Spanier vertrieben, die jedoch auf dem Rückzug etliche Häuser anzünden. Zwei Tage später wird das Dorf von sieben Fähnlein spanischer Truppen überfallen, wobei viele Mülheimer ermordet, verwundet oder ausgeraubt werden.

1587
- Erneuter spanischer Überfall auf Mülheim. Am 12. Januar wird in die Petrikirche eingebrochen und die dort eingebrachten Güter, die Armenkasse und das Gerichtssiegel geraubt.

1591
- Die Reformation hat sich schließlich in der Herrschaft Broich durchgesetzt.

1595
- Schriftliche Beschwerde von Graf Wirich VI. von Daun-Falkenstein an den spanischen Obersten Francisco Verdugo über die Ausschreitungen seiner Söldner.

1598
- Im September kommt es immer wieder in Alstaden und Styrum zu Plünderungen, Brandstiftung und Mord von den in Orsoy einquartierten Spaniern unter Admiral Francisco de Mendoza. Am 27. September wird schließlich auch das Dorf Mülheim geplündert und in Brand gesteckt.

- Wegen der immer größer werdenden Gefahr durch die Spanier schickt Graf Wirich VI. von Daun-Falkenstein seine Familie am 4. Oktober nach Hardenberg. Am darauf folgenden Tag rückt schließlich auf Befehl Mendozas ein Heer von 5000 Spaniern und etlichen Geschützen vor Schloss Broich an. Vergeblich weist der Schlossherr Graf Wirich auf seine Neutralität hin. Nach starkem Beschuss durch die spanischen Truppen kapituliert er am nächsten Morgen. Schloss Broich wird dabei so sehr zerstört, dass die Schäden erst Jahrzehnte später behoben werden. Trotz eidlicher Zusicherung des freien Abzugs metzeln die Eroberer die rund 200 Burgleute samt Knechten, Mägden, Frauen und Kindern vor den Toren des Schlosses nieder. Graf Wirich wird festgesetzt und am 11. Oktober bei einem Spaziergang nahe seinem Schloss von zwei Spaniern niedergeschlagen und erstochen. Die Leiche wird mit Schwarzpulver bestreut und bis zur Unkänntlichkeit verbrannt. Mit dem Tode des erklärten Calvinisten verlieren die Protestanten einen wichtigen Führer im Gebiet des Niederrheins.

Um 1600
- Beim Neickmannshof in Styrum entstehen Werkstätten die zur Verhüttung von Raseneisenstein zu Eisen dienen.

## 1601–1700
1605
- Am 9. Oktober kommt es infolge des Achtzigjährigen Kriegs zur ersten Schlacht um Mülheim, bei der sich in den Broich-Speldorfer Ruhrauenwiesen und im Dorf Mülheim generalstaatische und spanische Truppen gegenüberstehen. Bei der Auseinandersetzung verlieren auch etliche Mülheimer Bürger ihr Leben, Häuser und Höfe der Umgebung werden schwer beschädigt oder zerstört.
- Graf Johann Adolf von Daun-Falkenstein sieht sich wegen dieses Ereignisses gezwungen, sich vom spanischen Generalleutnant Ambrosio Spinola am 30. Oktober einen Schutzbrief für die Herrschaft ausstellen zu lassen.

1607
- Am 6. Februar wird Johann Adolfs einziger Bruder, der junge Graf Wirich von Daun, Offizier im Heer des Prinzen Moritz von Oranien, bei Sterkrade von spanischen Söldnern ausgeraubt und ermordet.[4]

1609
- Es kommt im Februar zwischen den spanischen und generalstaatischen Truppen zur zweiten Schlacht um Mülheim. In einer Art Straßenkampf treiben die Holländer unter Daniël de Hertaing die Spanier durch das Dorf Mülheim, wo sie auf dem Kirchplatz mehrere hundert Gefangene machen. Mehr als hundert Spanier können sich aber in der Petrikirche verschanzen, woraufhin ihre Gegner die Häuser an der Kirchenmauer in Brand stecken, um ihre Verteidigung zu brechen.
- Am 8. März spricht Prinz Moritz von Oranien dem Grafen Johann Adolf schriftlich sein Bedauern aus, dass von seinen Truppen etliche Häuser im Dorf Mülheim in Brand gesteckt worden seien und das er sich für Entschädigung bei den Generalstaaten einsetzt.

1631
- Im Herbst zerstören Kürassiere des Marschalls Gottfried Heinrich zu Pappenheim die Kirche St. Laurentius und brennen das Dorf Mintard nieder.

1641
- Auf Betreiben des Abts des Klosters Kamp wird die Saarner Äbtissin Anna von Deutz nach 22 Jahren Amtszeit aufgrund von angeblichen „Excessen“ durch den päpstlichen Legaten Fabio Chigi, den späteren Papst Alexander VII., abgesetzt. Worin die Vergehen bestanden haben sollen, wird nie aufgeklärt. Graf Wilhelm Wirich von Daun-Falkenstein wurde in diesem Zusammenhang eine „Passion für die Äbtissin und Inkompetenz in Kirchenangelegenheiten“ vorgeworfen.

1644
- Graf Wilhelm Wirich von Daun-Falkenstein lässt Bauarbeiten beginnen, die in vierjähriger Bauzeit die Beschädigungen an Burg Broich beseitigen, die Befestigungen verstärken und die Anlage zu einer barocken Residenz umwandeln.
- Graf Moritz von Limburg-Styrum und Bronkhorst erwählt das Schloss in Styrum wieder als Wohnsitz, nachdem das Erbe des Vaters Graf Hermann Otto auf die drei Söhne verteilt wurde.

1647
- Die Herrschaft Broich und das Kloster Saarn müssen Proviant an kaiserliche Truppen unter General Lamboy liefern und Kriegskontribution zahlen.

1651
- Am 30. September dringen Soldaten des bergischen Landesherrn, dem katholischen Pfalzgrafen Wolfgang Wilhelm von Pfalz-Neuburg, in die Petrikirche ein und plündern sie samt Armenkasse. Grund des Überfalls ist, dass sich Graf Wilhelm Wirich von Daun-Falkenstein auf Seite des evangelischen Kurfürsten Friedrich Wilhelm von Brandenburg stellt.

1657
- Der Herrschaft Broich wird das Privileg zugebilligt, jährlich drei Pferdemärkte abzuhalten.

1658
- Graf Wilhelm Wirich von Daun-Falkenstein stiftet der lutherischen Gemeinde Geld und Grund an der Delle für den Bau einer Kirche. Es vergehen aber noch Jahrzehnte, bis die Gemeinde genug gesammelt hat, um endlich bauen zu können. Erst 1719 wird die fertige Paulikirche gesegnet.

1659
- Am 7. Oktober erschießt Graf Moritz von Limburg-Styrum den Junggrafen Carl Alexander von Daun-Falkenstein bei einem Streit. Damit wird die Daun-Falkensteinsche Grafenlinie aussterben.

1660
- Theodor Undereyck, ein Frühpietist der reformierten Kirche wirkt bis 1668 als Pfarrer in Mülheim.
- Die Mintarder St.-Laurentius-Kirche ist wieder aufgebaut.

1662
- Da die Mülheimer Pfarrstelle im Jahr 1660 von Graf Wilhelm Wirich von Daun-Falkenstein eigenmächtig und damit irregulär mit Theodor Undereyck besetzt wurde, verursachte eine mehr als zweijährige Spannung zwischen Graf Wilhelm Wirich, der Gemeinde mit Pfarrer Undereyck auf der Einen und Graf Moritz von Limburg-Styrum auf der anderen Seite. Letzterer sieht sich schließlich im November genötigt seinen Anteil am Kollationsrecht für 1000 Reichstaler an die Gemeinde zu verkaufen.

1675
- Graf Wilhelm Wirich verkauft seinen Anteil am Kollationsrecht ebenfalls – die Gemeinde wählt ihren Pfarrer fortan selbst.

1682
- Nach dem Tod des Wilhelm Wirichs, des letzten Grafen von Daun-Falkenstein geht die Herrschaft Broich an die Grafen von Leiningen.

1683
- In Saarn erkämpfen sich die Anhänger der Reformation das Recht eine eigene Kapelle zu bauen, die aber lange Zeit nur für Leichenpredigten genutzt werden darf. Erst im Jahr 1809 wird der Saarner Gemeinde erlaubt, sonntags Gottesdienste abzuhalten.

1695
- Lehnsherr Johann Wilhelm (Herzog von Jülich und Berg) entzieht den Grafen von Leiningen ohne Begründung das Bergregal und nimmt den Kohleabbau in eigene Nutzung.

## 1701–1800
1701
- Wegen des drohenden Spanischen Erbfolgestreits beschließt Gräfin Johanna Magdalena von Leiningen mit ihren Kindern Broich zu verlassen. Sie setzt einen Rentmeister zur Verwaltung der Herrschaft ein und begibt sich zur Verwandtschaft nach Hanau.
- Schließlich liegen dann ab Dezember preußische Truppen in der Herrschaft, die aber schon im folgenden Februar in das Amt Angermund verlegt werden.

1702
- Nach der erfolgreichen Belagerung von Kaiserswerth hat die Bevölkerung der Herrschaft durch ständige Truppendurchzüge und Einquartierungen zu leiden. Erst nach der Einnahme von Bonn im Frühjahr 1703 entspannt sich hier die Lage wieder.

1706
- Auf der westlichen Ruhrseite bei Speldorf wird Porzellanerde entdeckt, das aber wegen des fehlenden Bergregals zunächst ohne Bedeutung bleibt.

1713
- Gerhard Tersteegen lässt sich in Mülheim nieder und wirkt bis zu seinem Tode 1764 als Theologe, Prediger und Schriftsteller des reformierten Pietismus.

1729
- Mülheim wird als „Städtgen“ bezeichnet – bis 1808 bleibt die Ortschaft noch eine rechtlich unselbständige Siedlung innerhalb der Herrschaft Broich.

1730
- Die Herren von Broich erhalten das Bergregal zurück und die ein Jahr später aufgestellte Übersicht nennt 24 Kohlebergwerke in der Herrschaft Broich.

1752
- Graf Karl Joseph August von Limburg-Styrum überträgt seinem Hauskaplan Grund und Boden auf dem Kirchenhügel zur Errichtung einer katholischen Mission und Schule.

1771
- Mit der erstmaligen Verschiffung märkischer Kohle nimmt die Ruhrschifffahrt auch in Mülheim ihren Beginn. Der an der Ruhr entstehende Stapel- und Umschlagplatz wird zum Zentrum der Ruhrschifffahrt und des Kohlehandels.

1780
- Durch die Eröffnung der ersten Mülheimer Schleuse wird die Ruhr bis zur Mündung schiffbar. Die Verbindung zum Duisburger Hafen sorgt für eine weitere Steigerung der Ruhrschifffahrt.

1790
- Die seit 1752 auf dem Kirchenhügel bestehende katholische Mission wird zur Pfarrei – damit unterhalten beide Konfessionen erstmals gleichzeitig ein Kirchengebäude in Mülheim.

1791
- Johann Caspar Troost gründet mit seiner Spinnerei im Luisental die erste industrielle Fabrik in Mülheim.

1792
- Johann Caspar Troost gründet mit anderen Mülheimer Kaufleuten die Gesellschaft Casino, wie aus einer Festschrift zum 100. Bestehen der Mülheimer Casinogesellschaft aus dem Jahr 1892 hervorgeht – das Original-Exemplar wird derzeit international gesucht.

1796
- Die „Mülheimer Zeitung von Kriegs- und Staatssachen“ erhält eine Herausgabekonzession und ab 1797 erscheint die Zeitung zweimal wöchentlich.

## 1801–1900
1802
- Erstmals wird für jeweils freitags ein wöchentlicher Frucht-, Gemüse- und Molkereimarkt erlaubt. Der Markt wird bis 1839 südlich der Petrikirche als Straßenmarkt abgehalten.

1806
- Der frischgebackene bayrische König Maximilian I. Joseph tritt am 15. März 1806 das Herzogtum Berg an Napoleon Bonaparte ab.
- Durch die Schaffung des Rheinbunds am 12. Juli enden die Herrschaftsgewalten über Broich und Styrum von Maria Luise Albertine zu Leiningen-Dagsburg-Falkenburg beziehungsweise Ernst Maria von Limburg-Styrum. Als Amt Broich-Styrum wird das Gebiet nun ein unmittelbarer Teil des neuen Großherzogtums Berg.
- Am 1. August tritt der Rheinbund aus dem Heiligen Römischen Reich aus. Das Reich wird schließlich wegen der Kriegsdrohungen von Napoléon am 6. August von Kaiser Franz II. aufgelöst.

1808
- Am 18. Februar erfolgt die Verleihung der Stadtrechte nach französischem Recht. Benannt wird die Munizipalität nach der größeren Siedlung Mülheim. Sie umfasst das Gebiet der Herrschaften Broich und Styrum und gehört verwaltungstechnisch zum Kanton Duisburg im Arrondissement Essen innerhalb des Département Rhein.
- Das Zisterzienserinnenkloster Saarn wird nach gut 600-jährigem Bestehen säkularisiert. Am 2. Dezember lässt die französische Verwaltung die Klostergebäude versiegeln.
- Der achtzehnjährige Mathias Stinnes gründet am 14. Juni eine Firma für Schifffahrt und Kohlehandel aus der später der Stinneskonzern hervorgeht.
- Die Munizipalität bekommt ihre erste Straßenbeleuchtung mit Petroleum.

1809
- In der Munizipalität Mülheim werden 11.949 Einwohner gezählt.

1811
- Johann Dinnendahl lässt sich als „Mechanikus“ in Mülheim nieder und errichtet am Ufer der Ruhr eine mechanische Werkstatt. Aus der von ihm und seinem Bruder Franz 1820 gegründeten Eisengießerei entwickelt sich die Friedrich Wilhelms-Hütte.

1813
- Napoléons Regierungsgewalt im Großherzogtum Berg endet. Das Gebiet wird nun per Dekret des Freiherrn vom Stein durch Preußen annektiert und wird zum Generalgouvernement Berg. Die Herrschaften Broich und Styrum werden endgültig aufgelöst.

1815
- Nach Beschluss des Wiener Kongresses wird das Generalgouvernement Berg nun auch formell Preußen angegliedert und geht in Teilen in der Provinz Jülich-Kleve-Berg auf.
- Mülheim ist mit 12.334 Einwohnern die größte Stadt im rheinisch-westfälischen Industriegebiet.
- In den Gebäuden des ehemaligen Saarner Klosters wird die Königlich Preußische Gewehrfabrik untergebracht, die hier bis 1862 produziert.

1816
- Erstmalige Erwähnung einer Bürgergesellschaft, der Gesellschaft Casino Mülheim und Ankauf / Errichtung des ersten Stammhauses in der Ruhrstraße 26 mit Ballsaal, Weinkeller und Kegelbahn.
- Mülheim wird Teil des Kreises Essens.
- Das Jahr ohne Sommer ist spürbar, die Ernte fällt aus und die Mülheimer Bürger hungern.

1822
- Durch die Preußische Kabinettsorder vom 22. Juni werden die Provinz Großherzogtum Niederrhein und die Provinz Jülich-Kleve-Berg zur Rheinprovinz zusammengeschlossen.

1823
- Der Kreis Essen wird aufgelöst. Mülheim wird nun bis 1873 Teil des neugebildeten Kreises Duisburg.

1832
- In Mülheim leben 17.723 Einwohner.

1839
- Die von der Firma Mathias Stinnes gebaute Aktienstraße wird eröffnet. Sie verläuft von den Kohlemagazinen am Ruhrufer nach Essen-Schönebeck. Parallel wird eine Pferdebahn zur Zeche Vereinigte Sellerbeck gebaut, die später auch nach Essen verlängert wird. Finanziert werden diese Investitionen durch die Gründung einer Aktiengesellschaft von Reedern, Zechenbesitzern und Kohlehändlern, von denen Franz Haniel aus Ruhrort und Mathias Stinnes die Hauptaktionäre sind.

1842
- Das von Bürgermeister Christian Weuste für 20.300 Taler in Bau gegebene erste Rathaus wird nach einjähriger Bauzeit fertiggestellt. Am 6. August wird gleichzeitig der Schlussstein des Rathauses, wenig entfernt der Grundstein für eine Kettenbrücke gesetzt.
- Die Mülheimer Casinogesellschaft, die Gesellschaft Casino e. V. errichtet durch Kreisbaumeister Dahmen ihr zweites Stammhaus "An der Delle 57".[5]
- Die Mülheimer Sparkasse wird gegründet.

1844
- Nach zweijähriger Bauzeit wird die Kettenbrücke als erste Ruhrbrücke auf Mülheimer Gebiet am 13. November feierlich eröffnet.[6] Sie bekommt offiziell den Namen Friedrich-Wilhelm-Brücke, wird aber vom Volksmund nur Kettenbrücke genannt. Die 79.000 Taler teure Brücke wird auf Staatskosten gebaut und durch Brückengeld refinanziert. Die erste Hängebrücke auf deutschem Boden wurde maßgeblich von der Friedrich Wilhelms-Hütte erbaut. Der Fährbetrieb verliert seine Bedeutung und wird eingestellt.

1845
- Die neue Ruhrschleuse nimmt an der jetzigen Stelle ihren Betrieb auf.
- Am 31. Mai ist der 1839 begonnene Bau des neuen Hafens fertig. Die von der Zeche Sellerbeck finanzierte Anlage befindet sich nördlich der Friedrich Wilhelms-Hütte und verfügt über Kohlemagazine und einer Werft für 16 Aaken oder Dampfschiffe. Die Pächter der Zwischenlager sind hauptsächlich Mathias Stinnes und Franz Haniel.

1846
- Die Bürgermeisterei Mülheim wird in eine Land- und Stadtbürgermeisterei aufgeteilt. Der Stadtbürgermeisterei wird, nach preußischem Recht und der revidierten Städteordnung, das Stadtrecht verliehen.
- Die Troost'sche Textilfabrik ist auf ihrer wirtschaftlichen Hochzeit mit 1200 Beschäftigten der größte Arbeitgeber in Mülheim.

1847
- Eine 330 Meter lange Ruhrbrücke der Bahnstrecke Duisburg–Dortmund wird von der Köln-Mindener Eisenbahn-Gesellschaft auf Mülheimer Gebiet zwischen Speldorf und Alstaden fertig gestellt. Einen Anschluss erhält die Stadt jedoch noch nicht.

1848
- Im Sog der allgemeinen Stimmung und der Märzrevolution treten die Ruhrschiffer in den Streik und fordern höhere Löhne von den Kohlehändlern. Zur Bekräftigung drohen sie damit, die neue Eisenbahnbrücke zu sprengen. Am 23. März werden die Forderungen vom Mülheimer Magistrat in Aussicht gestellt.

1849
- In der Friedrich Wilhelms-Hütte erfolgt die Herstellung von Roheisen in einem von Koks beschickten Hochofen, womit die industrielle Stahlgeschichte des Ruhrgebiets beginnt.

1850
- Neubau der Marienkirche auf dem Kirchenhügel nach den Plänen des Kölner Architekten Vinzenz Statz.
- Am 19. März wird das erste Krankenhaus auf städtischem Boden eröffnet.

1856
- Seit dem 22. Januar erleuchten die ersten 60 Gaslaternen die Mülheimer Innenstadt.

1862
- Durch den Bau der Eisenbahnstrecke Witten-Duisburg der Bergisch-Märkischen Eisenbahn-Gesellschaft, wird auch endlich Mülheim an das Eisenbahnnetz angeschlossen. Das bedeutet für die Zukunft ein schnelles Ende der profitablen Ruhrschifffahrt – die Ruhr war in den 1840er und 1850er Jahren der meist befahrene Fluss Europas. Die Mülheimer Reeder werden ihr Hauptaugenmerk auf den Rhein verlagern.

1866
- Die Bahnstrecke Hochfeld-Essen der Rheinischen Eisenbahn-Gesellschaft wird in Betrieb genommen.

1867
- Wilhelm Schmitz eröffnet am 1. Januar zusammen mit seiner Ehefrau Louise, geborene Scholl, in der Ruhrstraße 3 ihr Handelsunternehmen der Wilhelm Schmitz-Scholl Colonialwaren, dem Ursprung der späteren Unternehmensgruppe Tengelmann.[7] Die Villa Schmitz-Scholl ist noch heute erhalten und steht seit 1988 unter Denkmalschutz.
- Die Bahnstrecke Styrum-Ruhrort der Bergisch-Märkischen Eisenbahn-Gesellschaft wird eröffnet.

1869
- Der Hafen-Actien-Verein des erst seit dem Jahr 1846 bestehenden Hafens ist bankrott. Gründe hierfür sind die in den Jahren 1862, 1867 und insbesondere 1866 eröffneten Eisenbahnlinien und dem damit verbundenen Ende der Ruhrschifffahrt.

1871
- Nach Ende des Deutsch-Französischen Kriegs wird am 18. Januar das Deutsche Reich proklamiert und Wilhelm I. von Preußen zum Kaiser ernannt.
- Zusammen mit seinem Vater Friedrich als Teilhaber gründet August Thyssen am 1. April in Styrum das Bandeisenwalzwerk Thyssen & Cie., Keimzelle einer der größten europäischen Konzerne.[8]
- Am 21. September kauft die Friedrich Wilhelms-Hütte den seit 1869 brachliegenden Hafen um Platz zum Bau von Hoch- und Koksöfen zu erhalten. Bereits 1872 ist das Hafenbecken verfüllt, die ersten Fundamente gelegt und 1874 wird der erste Hochofen angeblasen.
- Innerhalb der Stadtbürgermeisterei Mülheim leben jetzt 14.718 Menschen.

1873
- Weil die Stadt Duisburg kreisfrei wird, verlegt man den Kreissitz nach Mülheim und benennt den Kreis Duisburg in Kreis Mülheim an der Ruhr um. Essen wird dabei ausgekreist.

1876
- Die Bahnstrecke Styrum-Kettwig, als untere Ruhrtalbahn, der Bergisch-Märkischen Eisenbahn-Gesellschaft wird eröffnet.

1878

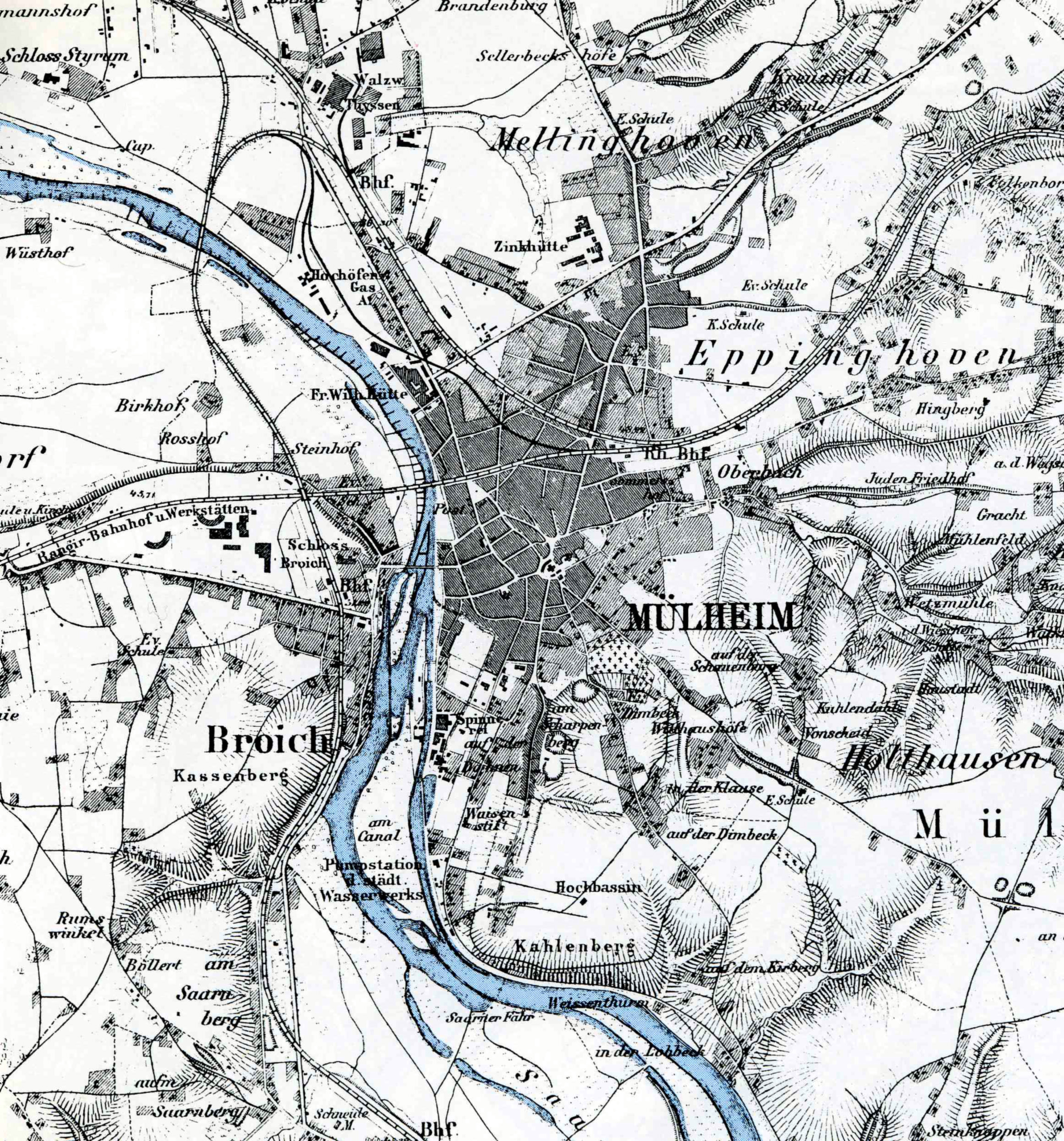
Karte der Stadt um 1880

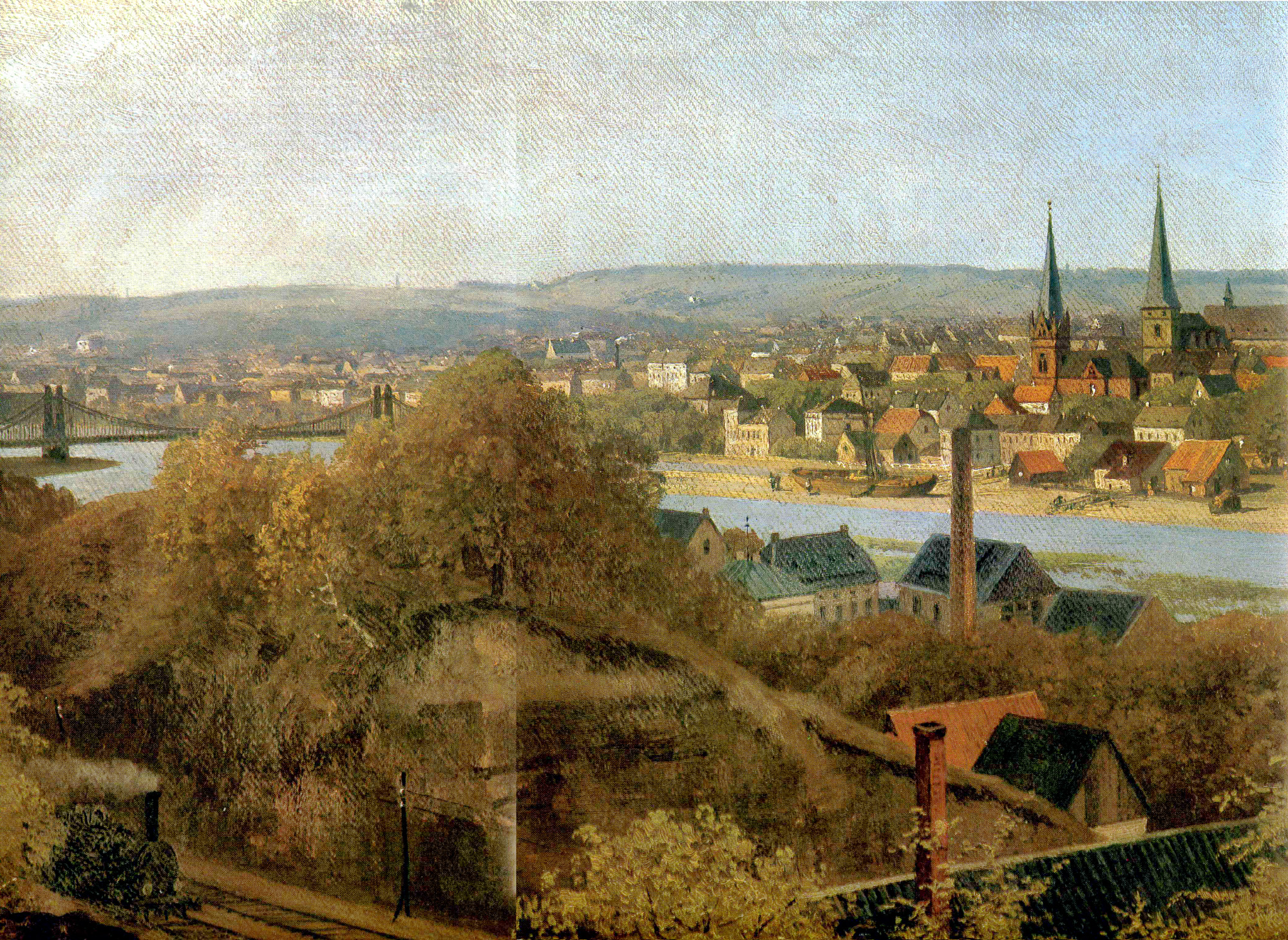
Die Stadt um 1890

- Eppinghofen und Mellinghofen werden eingemeindet.

1887
- Westliche Gebiete werden aus dem Kreis Mülheim ausgegliedert und gehen zum Kreis Ruhrort auf.

1888
- Eine Dampfstraßenbahn verkehrt zwischen Broich und Duisburg.[9]

1889
- Infolge des großen Bergarbeiterstreiks schließen sich im Mai auch die Mülheimer Zechen Humboldt, Rosenblumendelle und Wiesche an. Auf Zeche Sellerbeck wird nicht gestreikt, da die Verwaltung den Bergleuten Lohnerhöhung und Arbeitszeitverkürzung zusichert.

1890
- Ein starkes Hochwasser lässt die Ruhr versanden und die Schifffahrt wird auf Jahre eingestellt.
- Der zwanzigjährige Hugo Stinnes übernimmt die Leitung der Bergbaubetriebe der Familie, Mathias Stinnes KG.

1897
- Nach zweijähriger Bauzeit wird am 17. Mai die Hauptpost am Schollenfeld, dem heutigen Viktoriaplatz, eröffnet.[10]
- Ab dem 9. Juli fahren die ersten elektrischen Straßenbahnen. Der Betrieb der Dampfstraßenbahn wird eingestellt.[9]

1898
- Die Brüder August und Joseph Thyssen gründen zusammen mit Hugo Stinnes und anderen den Mülheimer Bergwerks-Verein, eines der größten Zechenunternehmen im Kaiserreich.

1899
- Mülheim ist Garnisonsstadt. Das Königlich Preußisches 8. Lothringische Infanterie-Regiment Nr. 159 zieht am 29. März in die neue Kaserne an der Kaiserstraße deren Grundstein am 30. Oktober 1897 gelegt wurde.[11]

## 1901–1932
1901

Pläne für den Rathausneubau 1911–1915

- Am 1. Mai wird Mülheim dem Landkreis ausgegliedert und ist kreisfreie Stadt.

1904
- Broich, Holthausen, Saarn, Speldorf und Styrum werden am 1. Januar eingemeindet. Dadurch hat die Stadt mehr als 40.000 Einwohner und wird somit, gemäß der Kreisordnung der Rheinprovinz, Stadtkreis. Paul Lembke wird Oberbürgermeister.

1907
- Die Augenheilanstalt am Hingberg wird am 16. Juli eröffnet (seit 2013 nunmehr Stadtarchiv und Musikschule). Sie besteht bis 1985 zur Eröffnung der Augenklinik des ev. Krankenhauses.[12]
- Nach Plänen des Architekten Josef Kleesattel und nach zweijähriger Bauzeit wird am 2. August die Synagoge am Viktoriaplatz (heute: Synagogenplatz) eingeweiht.[13][14]

1908
- Bei den Feierlichkeiten zum 100-jährigen Stadtjubiläum am 18. Februar ist auch die 15-jährige Prinzessin Viktoria Luise von Preußen zugegen.
- Am 9. April erreicht Mülheim die Schwelle von 100.000 Einwohnern und wird somit Großstadt.

1909
- Am 1. April, dem Geburtstag Otto von Bismarcks, wird auf dem Kahlenberg der 27 Meter hohe Bismarckturm als Aussichtsturm eröffnet.
- Am 15. Mai öffnet in Speldorf das Solbad Raffelberg und der Raffelbergpark, der nach Plänen von dem Gartenarchitekten Walter von Engelhardt angelegt wurde, die Pforten. Die jodreiche Sole bekommt das Heilbad durch eine Rohrleitung von der nahegelegenen Zeche Alstaden.

1910
- Durch die Auflösung des Landkreises Mülheim an der Ruhr werden am 1. April Heißen sowie Oberdümpten eingemeindet. Nord-Styrum wird ausgegliedert und kommt zu Oberhausen.
- Die Rennbahn Raffelberg in Speldorf wird am 29. September eingeweiht.

1911
- Am 24. Februar feiert man die Einweihung der Schlossbrücke. Sie ersetzt die im Oktober 1909 abgebrochene Kettenbrücke, welche dem Verkehrsaufkommen nicht mehr gewachsen war. Mit der Eröffnung wird auch die Verbindung der Straßenbahn von Broich bis zum Rathausmarkt verlängert sowie zwei neue Strecken der Betriebe der Stadt nach Saarn und zum Waldschlößchen in Betrieb genommen.

1912
- Nach vierjähriger Planungs- und Bauzeit ist das Stadtbad am östlichen Ruhrufer direkt an der neuen Schlossbrücke fertiggestellt. August und Josef Thyssen spendeten der Stadt das notwendige Kapital von 570.000 Mark.
- Die Firma Tengelmann lässt neben dem neuen Stadtbad das erste Bürogebäude der Stadt errichten.
- Gründung der Rheinisch-Westfälischen Wasserwerksgesellschaft am 27. Dezember.

1914
- Am 27. Juli 1914 wird die Eröffnung des 1912 geplanten Kaiser-Wilhelm-Instituts für Kohlenforschung gefeiert.

1915
- Das nach Entwürfen des Architekturbüros Pfeifer und Großmann gestaltete neue Rathaus wird nach vierjähriger Planungs- und Bauzeit fertiggestellt. Die Gesamtkosten des Bauvorhabens belaufen sich auf 2,5 Millionen Reichsmark[15].

1917
- Am 24. Juni läuten Mülheims Kirchenglocken von 12 bis 13 Uhr zum Abschied. Weil die Rohstoffe zur Waffen- und Munitionsherstellung des Ersten Weltkriegs fehlen, werden sie vom Reich beschlagnahmt.[16]

1918
- In der Nacht vom 8. auf den 9. November besetzen Revolutionäre gewaltlos das Rathaus. Ausgelöst wird der militärische Umsturz durch eingetroffene Matrosen der Novemberrevolution denen sich Soldaten einer hier stationierten Garnison anschließen. Sie entmachten die Polizei und setzen den Arbeiter- und Soldatenrat zur Verwaltung ein.
- In der Folge der Novemberrevolution am Ende des Ersten Weltkriegs proklamiert Philipp Scheidemann am 9. November den deutschen Nationalstaat, was zur Veränderung des Deutschen Reichs vom Deutschen Kaiserreich zur Weimarer Republik führt. Aus dem Königreich Preußen wird der Freistaat Preußen.
- Am 7. Dezember lässt der Arbeiter- und Soldatenrat August und Fritz Thyssen, Hugo und Edmund Stinnes, sowie deren Direktoren verhaften. Sie werden des Landesverrats beschuldigt und in einem unbeheizten Eisenbahnwagen nach Berlin geschafft. Vier Tage später werden sie wieder auf freien Fuß gesetzt, weil sich herausstellt, dass die Vorwürfe gegen sie frei erfunden waren. Vor der Rückkehr der Industriellen wird die Pressefreiheit in Mülheim durch den Rat stark eingeschränkt.
- Am 13. Dezember kehrt das Infanterie-Regiment 159 mit Rund 800 Soldaten nach Mülheim zurück – 3.500 Kameraden ließen ihr Leben.

1919
- Anfang des Jahres kommt es zu zahlreichen kleineren Streiks, die von den Bergmännern des Mülheimer Bergwerks-Vereins ausgehen. Im Nachhinein legen auch die Arbeiter der Friedrich Wilhelms-Hütte und der Thyssenwerke die Arbeit nieder.
- Daraufhin kommt es am 8. Januar übergangslos zu einer gewaltigen Demonstration, an der sich auch solidarische Soldaten des Infanterie-Regiments 159 beteiligen, gegen die Regierung in Berlin. Es wird zum Generalstreik aufgerufen, um die Herrschaft Ebert-Scheidemann zu stürzen und die Sozialisierung des Bergbaus zu erreichen. Unter Sozialisierung wird hier im syndikalistischen Sinn die Übernahme der Betriebe in den Besitz der Arbeiter verstanden.
- Am 13. Januar wird bekannt, dass ein Teil der Soldaten des Infanterie-Regiments 159 eine Demonstration für die Berliner Regierung plant. Daraufhin lässt der Arbeiter- und Soldatenrat das Regiment entwaffnen und den Truppenkommandanten Major Schulz absetzen. Aus einigen Soldaten des aufgelösten Regiments entsteht das Garde-Landesschützen-Korps von Neufville, andere schließen sich dem Freikorps Schulz an.
- Am 5. April kommt es wiederholt zum Generalstreik. Als das Freikorps Schulz eingreift, kommt es bei Feuergefechten zu etlichen Toten und Verwundeten. Viele Aufständische werden verhaftet.

1920
- Der Mülheimer Aktionsausschuss ruft am 13. März als Reaktion auf den rechtsgerichteten Kapp-Putsch gegen die Berliner Reichsregierung die Räterepublik aus.
- Arbeitertruppen der Roten Ruhrarmee erobern infolge des Ruhraufstands am 19. März die Stadt.
- Am 20. März wird in Mülheim die Kampfleitung der Roten Ruhrarmee eingerichtet.
- Am 23. März macht der Mülheimer Aktionsausschuss in einem Aufruf deutlich, was die roten Revolutionäre wollen: Betriebsräte sollen einen kommunalen Vollzugsrat bilden und die Betriebe der Stadt sozialisiert werden.
- Am 4. April zerfallen bei Gefechten mit der „vorläufigen Reichswehr“ die letzten Mülheimer Truppenteile der Roten Ruhrarmee. Die Soldaten der Reichswehr zahlen die Gewaltsamkeiten der aufständischen Arbeiter mit noch größerem Terror heim.
- Menden und Raadt werden am 1. Juli eingemeindet.
- Am 20. August wird der Hockey und Tennisclub Uhlenhorst gegründet, der in den Folgejahren 16-mal Deutscher Feldhockeymeister wird und somit Rekordmeister ist.
- Das Garde-Landesschützen-Korps verlässt das zum entmilitarisierten Rheinland gehörende Mülheim. Am 27. September übergibt Kommandeur Rittmeister Georg von Neufville, Oberbürgermeister Paul Lembke ein Signalhorn zum Abschied.

1923
- Am 10. Januar treffen Rund 1000 französische und belgische Soldaten am Speldorfer Bahnhof ein um einen Tag später schwerbewaffnet in Mülheim einzumarschieren. Sie besetzen die Bahnhöfe Styrum, Heißen und Eppinghofen, womit für die Stadt die Ruhrbesetzung beginnt. Die Reichsregierung ruft zum passiven Widerstand auf, der sich durch zahlreiche Sabotageakte zum aktiven Widerstand ausweitet, dem Ruhrkampf.

1925
- Der von der am 24. Februar gegründeten Luftverkehrsgesellschaft Ruhrgebiet errichtete Flughafen Essen/Mülheim erhält am 25. August offiziell die Flughafenrechte.
- Das Wasserkraftwerk Kahlenberg, nach Plänen des Architekturbüros Pfeifer und Großmann, wird fertiggestellt.

1926
- Die nach den Plänen des Architekturbüros Pfeifer und Großmann entworfene Mülheimer Stadthalle wird in Broich am Ufer der Ruhr am 5. Januar feierlich eröffnet. Die Innenarchitektur wurde von Emil Fahrenkamp geplant.
- Am 26. Februar 1926 geht das vom Architekturbüros Pfeifer und Großmann geplante Wasserkraftwerk Raffelberg ans Netz.

1927
- Am 8. Oktober werden der Rhein-Ruhr-Hafen in Speldorf sowie der Ruhrschifffahrtskanal von Duisburg nach Mülheim eröffnet.
- Mit den Schiffen Mülheim um Kettwig nimmt die Weiße Flotte am 8. Juni die Personenschifffahrt auf der Ruhr auf.

1929
- Selbeck und Ickten werden eingemeindet.
- Nach einjähriger Planungs- und Bauzeit wird die nach Entwurf von Emil Fahrenkamp gestaltete katholische Pfarrkirche St. Mariä Geburt auf dem Kirchenhügel geweiht.

1931
- Die Landung des LZ 127 „Graf Zeppelin“ auf dem Flughafen Essen/Mülheim wird gefeiert.

1932
- Ortsgruppenleiter Karl Camphausen wird am 1. Oktober zum Mülheimer Kreisleiter der NSDAP ernannt.
- Mülheimer Ergebnis der Reichstagswahlen vom 6. November: NSDAP 28,3 % – KPD 24,3 % – Zentrum 17,3 % – SPD 13,5 %

## 1933–1945
1933
- Am 1. Januar wird die SA-Standarte 159 gegründet.
- Am 30. Januar wird die Ernennung Adolf Hitlers zum Reichskanzler von der NSDAP in Mülheim wie in anderen Städten mit einem Fackelzug gefeiert.
- In der Stadthalle versammeln sich am 1. Februar Mitglieder der Deutschnationalen Volkspartei mit ihrer Jugendorganisation, dem „Kampfring junger Deutschnationaler“, des deutschnationalen Stahlhelms und der SA. Abgesehen von NSDAP-Kreisleiter Karl Camphausen redet auch Prinz Friedrich Christian zu Schaumburg-Lippe, wobei der Aufbruch in eine neue Zeit gelobt und der Januar 1933 als neuer August 1914 bejubelt wird.
- Am 1. März werden 200 Hilfspolizisten nach Mülheim verlegt, welche sich zu 50 % aus der SA, zu 30 % aus der SS und zu 20 % aus den Reihen des Stahlhelms rekrutieren. Dadurch übernehmen sie faktisch die Polizeigewalt in der Stadt. Am darauf folgenden Tag verhaften sie bei einer Razzia rund 100 Genossen der KPD, von denen die meisten wenige Tage später nach Verhören wieder entlassen werden. Die kommunistischen „Rädelsführer“ bleiben in Schutzhaft.
- Am Vortag der letzten Reichstagswahl besucht Vizekanzler Franz von Papen am 4. März die Stadt. Zunächst Gast bei Familie Hugo Stinnes auf Haus Urge, nimmt er später unter großer Anteilnahme der Bevölkerung eine Parade auf dem Rathausmarkt ab. Am Abend hält von Papen in der Stadthalle eine Rede die, wie die von Adolf Hitler in Königsberg an diesem Abend, von Hörfunksendern des Reichs übertragen wird. Unter den Gästen sind viele prominente Mülheimer, wie Oberbürgermeister Alfred Schmidt, sein Vorgänger Paul Lembke oder der Preußische Kriegsminister und Generaloberst a. D. Karl von Einem.
- Am 6. März feiern NSDAP und DNVP ihren Wahlsieg vom Vortag mit einem Festumzug durch die Stadt, wobei sie vom Spielmannszug der Polizei begleitet werden. Tags darauf hissen Mitglieder der SA und des Stahlhelms an öffentlichen Gebäuden die Hakenkreuzflagge oder die Schwarz-Weiß-Rote Flagge des Kaiserreichs.
- Nach dem Erlass des Berufsbeamtengesetzes vom 7. April gehört Mülheim zu einer der allerersten Kommunen, die schleunigst alle jüdischen Beschäftigten sowie etliche Parteimitglieder der SPD und dem Zentrum aus den Ämtern entfernen lässt.

1936
- Am 6. Oktober wird das II. Bataillon des Infanterie-Regiments 39 in der alten Kaserne an der Kaiserstraße stationiert.

1938
- Am 30. September wird, laut Ratsbeschluss der Stadt, die Synagoge am Viktoriaplatz für 56.000 Reichsmark an die Stadtsparkasse verkauft. Zuvor sah sich die jüdische Gemeinde dazu gezwungen das Gebäude am 5. Oktober der Stadt zu verkaufen.[17]
- In der Nacht vom 9. auf den 10. November, der Reichspogromnacht, lässt Feuerwehrmajor und SS-Sturmbannführer Alfred Freter seinen Feuerwehrtrupp die Synagoge anzünden und vollständig ausbrennen. Auf Befehl aus Berlin werden nur nichtjüdische Gebäude von der Feuerwehr geschützt. Die Trümmer des Gotteshauses werden gut zwei Monate später entsorgt.[17]

1939
- Das II. Bataillon des Infanterie-Regiments 39 hält am 20. April, dem 50. Geburtstag Hitlers, auf dem Viktoriaplatz eine Parade ab, bei dem Tausende Mülheimer Zuschauer sind.
- Am Flughafen Essen/Mülheim findet am 20. August, elf Tage vor Beginn des Zweiten Weltkriegs, die größte Massenveranstaltung bis dahin in Mülheim statt: Hunderttausende kommen zu einem Großflugtag um unter anderem den LZ 130 „Graf Zeppelin II“ zu sehen. Die Luftwaffe zeigt Bomber, Aufklärer und Jäger sowie eine Flak-Abteilung im Einsatz. Die Rückfahrt des LZ 130 nach Frankfurt wird vorerst die letzte Fahrt eines Großluftschiffes.

1942
- Am 13. Mai greifen drei britische Wellingtonbomber der Royal Air Force Mülheim als Alternativziel von Essen an. Tote gibt es nicht.[18]

1943
- Vom 10. auf den 11. März wurde Mülheim in einer kleineren Operation von zwei britischen Mosquitos, welche zwei Tonnen Bomben abwarfen, angegriffen.[18]
- Am 23. Juni wurde Mülheim kurz nach Mitternacht von 557 britischen Bombern angegriffen (242 Avro Lancaster, 155 Halifax, 93 Stirling, 55 Wellington, 12 Mosquito).
033 Uhr: Völlig überraschend griffen tieffliegende Mosquitos die Hauptwache der Feuerwehr Mülheim an der Aktienstraße an, um ein Ausrücken der Feuerschutzpolizei zu verhindern. 90 Menschen verloren ihr Leben, 13 Löschfahrzeuge und die Telefonanlage wurden zerstört.
045 Uhr: Fliegeralarm wird ausgelöst.
110 Uhr: Die ersten Bomben fallen auf die Innenstadt, den Bahnhof Eppinghofen und den Hauptbahnhof. Wenig später verlagert sich der Luftangriff nördlich nach Mellinghofen und Styrum, um die Schwerindustrie sowie die Verbindung nach Oberhausen zu treffen.
140 Uhr: Der Angriff verlagert sich nun nach Speldorf, wo der Hafen, das Eisenbahnausbesserungswerk und Bahnhof nebst Bahngleisen, die Firma Schmitz-Scholl und die Verbindung nach Duisburg Ziele sind.

Insgesamt sterben in dieser Nacht 530 Menschen. 1630 Gebäude und die Infrastruktur werden total zerstört, die zahlreichen Brände dauern mehrere Tage und 40.000 Menschen müssen evakuiert werden.
1944
- In der Nacht vom 1. auf den 2. November sterben bei einem Luftangriff der Briten, der eigentlich Oberhausen gilt, vor allem in Dümpten 33 Menschen.[18]
- An Heiligabend gegen 14 Uhr greifen circa 200 britische Bomber den Flugplatz Essen-Mülheim an, wobei mindestens 250 Menschen umkommen. Der Flugplatz war damals Stützpunkt der Luftwaffe und diente zur Unterstützung der Ardennenoffensive.[18]

1945
- Zur Vorbereitung der Operation Plunder fliegt die USAAF am 21. März mit etwa 90 B-24 Bombern einen Angriff auf den Essen-Mülheimer Flughafen, wobei 22 Menschen ihr Leben lassen.[18]
- Am 11. April betreten die ersten Soldaten des 513. Fallschirmjägerregiments der 17. US-Luftlandedivision unter Lt. Colonel Ryan Mülheimer Boden. Nach kleineren Kämpfen mit Soldaten der 183. Volksgrenadier-Division der Wehrmacht erreichen sie schließlich über Dümpten und Heimaterde gegen 940 Uhr das Rathaus. Wenig später übergibt Oberbürgermeister Edwin Renatus Hasenjaeger Major Keene die Stadt. Damit ist für Mülheim der Krieg vorbei.[19] In der Stadt leben nur noch rund 88.000 Menschen.
- Oberbürgermeister Hasenjaeger wird am 12. April von einem Agenten der CIC unter dem Vorwand er solle für vier Tage an einer Lagebesprechung teilnehmen, abgeholt. In Wahrheit wird er aber für fünf Monate in ein Lager bei Attichy in Frankreich interniert, womit die Besatzung der Stadt beginnt.[19]
- Durch die bedingungslose Kapitulation vom 8. Mai endet der Zweite Weltkrieg in Europa und die Diktatur der NSDAP im Deutschen Reich.
- Am 18. Juni wird die amerikanische Besatzung durch die englische abgelöst.
- Am 11. Oktober wird Hasenjaeger, der am 16. September als unbedenklich aus der Lagerhaft entlassen wurde, von der Alliierten Militärregierung wieder in das Amt des Oberbürgermeisters der Stadt eingesetzt.
- Zum Jahresende leben wieder 125.441 Einwohner in der Stadt.

## 1946–2000
1946
- Weil Oberbürgermeister Edwin Hasenjaeger auf erheblichen Widerstand von SPD und KPD bei der neu gebildeten Stadtvertretung stößt, tritt er Ende April von seinem Amt zurück.
- Durch Verordnung der britischen Besatzer vom 23. August wird der nördliche Teil der Rheinprovinz mit der Provinz Westfalen zum Land Nordrhein-Westfalen vereinigt.
- Die erste freie Kommunalwahl findet am 13. Oktober statt. 71.504 Mülheimer Bürger wählen mit einer Beteiligung von 78,73 %: CDU 39,1 %, SPD 37,2 %, FDP 12,8 %, KPD 10,1 % und Unabhängige mit 0,8 %.
- Am 4. November ernennt die neue Stadtvertretung Wilhelm Diederichs von der CDU als ersten gewählten Oberbürgermeister der Stadt.

1953
- Mit der englischen Stadt Darlington schließt Mülheim im März ihre erste Städtepartnerschaft.

1957
- Bundespräsident Theodor Heuss eröffnet feierlich die wiederhergestellte Stadthalle in Broich.

1960
- Die Firmengründer Karl und Theo Albrecht teilen das Familienunternehmen Aldi unter sich auf. Mülheim wird Sitz der rechtlich eigenständigen Unternehmensgruppe Aldi Süd.

1963
- Nach dreijähriger Bauzeit wird der Rathaus-Erweiterungsbau fertiggestellt, der an das historische Rathaus von 1915 anschließt. Die am Durchgang Friedrich-Ebert-Straße befindlichen Häuser aus dem 19. Jhd. werden abgerissen und neue Gebäudeteile errichtet, die das Rathaus an der Seite des Rathausmarkts nach Westen hin ergänzen und zusammen mit einem neuen Gebäudeteil an der Ruhrseite das erweiterte Rathaus bilden.[15]
- Zehn Jahre nach der Ersten schließt Mülheim am 29. Januar mit der französischen Stadt Tours eine weitere Städtepartnerschaft.
- Der Direktor des Mülheimer Max-Planck-Instituts für Kohlenforschung Professor Karl Ziegler erhält am 10. Dezember in Stockholm den Nobelpreis für Chemie.

1964
- Die Hochöfen der Friedrich Wilhelms-Hütte werden stillgelegt. Die Stadt ist somit erste des Ruhrgebiets ohne Hochofen.

1966
- Die Zeche Rosenblumendelle stellt die Kohleförderung ein. Die Stadt ist somit die erste des Ruhrgebiets ohne Zeche.

1971
- Die im Krieg leicht beschädigte und zwanzig Jahre zuvor durch Spenden restaurierte Paulikirche an der Delle wird im Auftrag des Presbyteriums der ev. Altstadtgemeinde weggerissen. Auf dem Gelände der im Jahr 1881 geweihten zweiten Kirche befindet sich heute ein Schotterparkplatz.

1972
- Mülheim schließt mit der finnischen Stadt Kuusankoski Städtepartnerschaft.
- Mit 192.937 Mitbürgern erreicht die Stadt die höchste Einwohnerzahl.

1973
- In Heißen wird am 1. März auf dem Gelände der ehemaligen Zeche Humboldt das zu jener Zeit größte überdachte Einkaufszentrum Deutschlands, das Rhein-Ruhr Zentrum, eröffnet.

1977
- Im Rahmen der kommunalen Neugliederung wird am 1. Januar der Kreis Düsseldorf-Mettmann aufgelöst. Dabei wird die Stadt Kettwig nach Essen und ihr westlicher Stadtteil, das Dorf Mintard, nach Mülheim eingemeindet.
- Am 28. Mai wird zwischen den Bahnhöfen Wiener Platz (heute Hirschlandplatz) in Essen und Heißen Kirche in Mülheim die 7,8 km lange Modellstrecke des Stadtbahnnetzes Rhein-Ruhr als U-Bahn-Linie U18 feierlich eröffnet. Die Verlängerung zum Mülheimer Hauptbahnhof wird am 3. November 1979 offiziell in Betrieb genommen.
- Der Landesminister für Arbeit, Gesundheit und Soziales Friedhelm Farthmann, übergibt am 12. Oktober den Neubau des von dem Architekten Peter Poelzig entworfenen ev. Krankenhauses offiziell seiner Bestimmung.

1987
- Papst Johannes Paul II. hat während seines Besuches am 3. Mai eine Stippvisite am Flughafen Essen/Mülheim.[20]

1989
- Mülheim schließt mit der polnischen Stadt Opole Städtepartnerschaft.

1992
- Die Landesgartenschau findet im "MüGa-Park" statt.

1993
- Mülheim schließt mit der israelischen Stadt Kfar Saba Städtepartnerschaft.

1994
- Mit der 38. Squadron des Royal Corps of Transport verlässt nach 48 Jahren die Britische Rheinarmee Mülheim. Die Wrexham Barracks, eine 1939 für die Wehrmacht erbaute Kaserne, geht in städtisches Eigentum über.

1999
- Am 21. Februar wird die neue Duisburger Synagoge mit Gemeindezentrum der jüdischen Gemeinde Duisburg-Mülheim-Oberhausen im Innenhafen Duisburg eröffnet.

## 2001–Gegenwart
2003
- Nach dem Rücktritt von Jens Baganz (CDU) wird die Lehrerin Dagmar Mühlenfeld (SPD) zur neuen Oberbürgermeisterin gewählt.
- Das Leder- und Gerbermuseum wird in den Räumen der ehemaligen Lederfabrik Abel eröffnet.

2006
- Das Museum zur Vorgeschichte des Films (Camera Obscura) wird im ehemaligen Broicher Wasserturm eröffnet.

2008
- Mülheim schließt am 26. Januar mit dem Istanbuler Stadtteil Beykoz in der Türkei Städtepartnerschaft.
- Mülheim feiert sein 200-jähriges Stadtjubiläum. Grundlage ist die Erhebung zur Munizipalität durch Großherzog Joachim von Berg (1808). Das Gründer- und Unternehmermuseum (GuM) wird eröffnet, ebenso das Klostermuseum im Kloster Saarn.

2009
- Im ersten Quartal ziehen alle vertretenen Fachämter aus dem Rathaus aus. Mehr als 600 Arbeitsplätze und etwa 7500 Regalmeter Akten werden verlegt. Damit können der Abriss des Westteils und die Sanierung des historischen Rathauses beginnen.[21][22]
- Das Medienhaus wird auf dem Grundstück der ehemaligen Synagoge eröffnet. Neben Stadtbibliothek und Medienzentrum findet dort das Kino Rio eine neue Heimat.
- Die neugegründete Hochschule Ruhr West begrüßt zum Wintersemester 2009/10 die ersten Studenten.

2010
- Mülheim eröffnet das Jahr der Europäischen Kulturhauptstadt RUHR.2010.
- Die Mülheimer SPD-Politikerin Hannelore Kraft wird zur ersten weiblichen Ministerpräsidentin des Landes NRW gewählt.

2012
- In Mülheim wird das erste Mülheimer Kunsthaus eröffnet. In die historische Villa Schmitz-Scholl in der Ruhrstraße 3 ziehen 7 Mülheimer Künstler ein. Im Stammhaus der Tengelmann-Gründerfamilie Schmitz-Scholl wird die Galerie an der Ruhr / Ruhr-Gallery und das "KuMuMü – Kulturmuseum Mülheim an der Ruhrstraße 3" eröffnet, unmittelbar an der Ruhr / Ruhranlage in der Kunstmeile der Kunststadt Mülheim an der Ruhr gelegen.

2014
- In Mülheim wird der Stadthafen mit einer neuen Ruhrpromenade eröffnet. Das Hafenbecken liegt neben der Mündung des Rumbachs in die Ruhr. Hier befand sich einst der Anfang des historischen troost'schen Fabrikkanals. Damit ist neben der Ruhranlage ein weiterer Teil der Stadt wieder näher an die Ruhr zurückgekehrt.